# Barycypraea teulerei
Espèce
Synonymes
- Afrozoila teulerei (Cazenavette, 1846)[1]
- Bernaya teulerei (Cazenavette, 1846)[1] [2]
- Cypraea leucostoma Gaskoin, 1843[1]
- Cypraea teulerei Cazenavette, 1846[1]
- Cypraea teuleri (sic)[1]
- Cypraea teuleri[2]

Barycypraea teulerei est une espèce de mollusques gastéropodes de la famille des Cypraeidae.

## Distribution
Il est présent dans la mer Rouge et l'océan Indien.

## Description
Dans sa description, l'auteur indique que les dimensions de la coquille sont de 55 mm de long sur 35 mm de large.

## Philatélie
Le Sultanat d'Oman lui a dédié un timbre, émis en 1982 sous le nom « Cypraea teulerei ».

## Étymologie
Son nom spécifique, teulerei, lui a été donné en l'honneur du Dr. Bernard Teulère (1795-1847), président honoraire de la Société Linnéenne de Bordeaux.

## Publication originale
- Cazenavette, 1846 : Descriptions de deux nouvelles coquilles. Actes de la Société Linnéenne de Bordeaux,  vol. 14, pp. 115-118 (texte intégral) (fr).